# Anton Bolinder
Anton Bolinder (né le 3 juin 1915 et mort le 7 décembre 2006) est un athlète suédois, spécialiste du saut en hauteur.

## Biographie
Lors des Championnats d'Europe de 1946, Anton Bolinder remporte l'or au saut en hauteur en franchissant 1,99 m. Il devance le Britannique Alan Paterson et le Finlandais Nils Nicklén.

### Palmarès
| Date | Compétition           | Lieu | Résultat | Performance |
| ---- | --------------------- | ---- | -------- | ----------- |
| 1946 | Championnats d'Europe | Oslo | 1er      | 1,99 m      |

### Records
| Épreuve         | Performance | Lieu | Date         |
| --------------- | ----------- | ---- | ------------ |
| Saut en hauteur | 1,99 m      | Oslo | 23 août 1946 |